# Liste von Filmemacherinnen
Diese Liste von Filmemacherinnen führt ausgewählte Filmregisseurinnen und andere weibliche Filmschaffende auf.
| Künstlerin            | Geburtsjahr | Herkunftsland          | Filme (Auswahl) |
| --------------------- | ----------- | ---------------------- | --- |
| Domee Shi             | 1989        | China                  | Bao (2018) Rot (2022) |
| Celine Song           | 1988        | Südkorea               | Past Lives – In einem anderen Leben (2023) |
| Charlotte Wells       | 1987        | Schottland             | Aftersun (2022) |
| Emerald Fennell       | 1985        | Vereinigtes Königreich | Promising Young Woman (2020) Saltburn (2023) |
| Chinonye Chukwu       | 1985        | Nigeria                | Clemency (2019) Till – Kampf um die Wahrheit (2022)                                                                                                 |
| Greta Gerwig          | 1983        | Vereinigte Staaten     | Lady Bird (2017) Little Women (2019) Barbie (2023)                                                                                                  |
| Sandra Wollner        | 1983        | Österreich             | Das unmögliche Bild (2016) The Trouble with Being Born (2020)                                                                                       |
| Chloé Zhao            | 1982        | China                  | The Rider (2017) Nomadland (2020) Eternals (2021)                                                                                                   |
| Katharina Mückstein   | 1982        | Österreich             | Talea (2013) L’Animale (2018) Feminism WTF (2023)                                                                                                   |
| Wanuri Kahiu          | 1980        | Kenia                  | Rafiki (2018) Look Both Ways (2022) |
| Radha Blank           | 1976        | Vereinigte Staaten     | Maya the Indian Princess (2005) Mein 40-jähriges Ich (2020)                                                                                         |
| Marielle Heller       | 1979        | Vereinigte Staaten     | The Diary of a Teenage Girl (2015) Nightbitch (2024)                                                                                                |
| Alice Diop            | 1979        | Frankreich             | Vers la tendresse (2016) Nous (2021) Saint Omer (2022)                                                                                              |
| Sarah Polley          | 1979        | Kanada                 | An ihrer Seite (2006) Take This Waltz (2011) Die Aussprache (2022)                                                                                  |
| Jeanne Herry          | 1978        | Frankreich             | Elle l’adore (2014) In sicheren Händen (2018) All eure Gesichter (2023)                                                                             |
| Céline Sciamma        | 1978        | Frankreich             | Tomboy (2011) Porträt einer jungen Frau in Flammen (2019) Petite Maman – Als wir Kinder waren (2021)                                                |
| Rama Thiaw            | 1978        | Senegal                | The Revolution Won't Be Televised (2016) |
| Justine Triet         | 1978        | Frankreich             | Anatomie eines Falls (2023) |
| Marie Kreutzer        | 1977        | Österreich             | Gruber geht (2015) Der Boden unter den Füßen (2019) Corsage (2022)                                                                                  |
| Erika Lust            | 1977        | Schweden               | Barcelona Sex Project (2008) Life Love Lust (2010) Cabaret Desire (2011)                                                                            |
| Maren Ade             | 1976        | Deutschland            | Der Wald vor lauter Bäumen (2003) Alle anderen (2009) Toni Erdmann (2016)                                                                           |
| Anja Salomonowitz     | 1976        | Österreich             | Kurz davor ist es passiert (2006) Dieser Film ist ein Geschenk (2019) Mit einem Tiger schlafen (2024)                                               |
| Haifaa Al Mansour     | 1974        | Saudi-Arabien          | Das Mädchen Wadjda (2012) Die perfekte Kandidatin (2019)                                                                                            |
| Jessica Hausner       | 1972        | Österreich             | Lourdes (2009) Little Joe – Glück ist ein Geschäft (2019) Club Zero (2023)                                                                          |
| Sofia Coppola         | 1971        | Vereinigte Staaten     | Lost in Translation (2003) Die Verführten (2017) |
| Sarah Gavron          | 1970        | Vereinigtes Königreich | Frühgeboren (2003) Village at the End of the World (2012) Suffragette – Taten statt Worte (2015)                                                    |
| Rachel Perkins        | 1970        | Australien             | Radiance (1998) Bran Nue Dae (2009) Jasper Jones (2017)                                                                                             |
| Barbara Albert        | 1970        | Österreich             | Nordrand (1999) Die Lebenden (2012) Die Mittagsfrau (2023)                                                                                          |
| Gina Prince-Bythewood | 1969        | Vereinigte Staaten     | Beyond the Lights (2014) The Old Guard (2020) The Woman King (2022)                                                                                 |
| Naomi Kawase          | 1969        | Japan                  | Still the Water (2014) Kirschblüten und rote Bohnen (2015) Die Blüte des Einklangs (2018)                                                           |
| Erica von Moeller     | 1968        | Deutschland            | Fräulein Stinnes fährt um die Welt (2009) Sternstunde ihres Lebens (2014)                                                                           |
| Julia Frick           | 1968        | Österreich             | Blutrausch (2003) Mutmacherinnen (2014) |
| Lucrecia Martel       | 1966        | Argentinien            | La Ciénaga (2001) The Headless Woman (2008) Zama (2017)                                                                                             |
| Tatjana Turanskyj     | 1966        | Deutschland            | Eine flexible Frau (2010) Top Girl oder la déformation professionnelle (2014) Orientierungslosigkeit ist kein Verbrechen (2015)cierta manera (1974) |
| Cheryl Dunye          | 1966        | Vereinigte Staaten     | The Watermelon Woman (1996) My Baby's Daddy (2004) Mommy is Coming (2012)                                                                           |
| Lisa Cholodenko       | 1964        | Vereinigte Staaten     | The Kids Are All Right (2010) Laurel Canyon (2002)                                                                                                  |
| Kelly Reichardt       | 1964        | Vereinigte Staaten     | Wendy and Lucy (2008) Certain Women (2016) Showing Up (2022)                                                                                        |
| Debra Granik          | 1963        | Vereinigte Staaten     | Down to the Bone (2004) Winter’s Bone (2010) Leave No Trace (2018)                                                                                  |
| Sabine Derflinger     | 1963        | Österreich             | Vollgas (2002) Die Dohnal (2019) |
| Angela Schanelec      | 1962        | Deutschland            | Orly (2010) Ich war zuhause, aber... (2019) |
| Kasi Lemmons          | 1961        | Vereinigte Staaten     | Harriet – Der Weg in die Freiheit (2019) Whitney Houston: I Wanna Dance with Somebody (2022)                                                        |
| Aysun Bademsoy        | 1960        | Deutschland            | Am Rande der Städte (2006) Spuren – Die Opfer des NSU (2019)                                                                                        |
| Marie-Monique Robin   | 1960        | Frankreich             | Monsanto, mit Gift und Genen (2008) Wachstum, was nun? (2014) Roundup, der Prozess (2017)                                                           |
| Ning Ying             | 1959        | China                  | On the Beat (1995) I Love Beijing (2000) Perpetual Motion (2005)                                                                                    |
| Euzhan Palcy          | 1958        | Frankreich             | Weiße Zeit der Dürre (1989) The Killing Yard (2001)                                                                                                 |
| Patricia Rozema       | 1958        | Kanada                 | Gesang der Meerjungfrauen (1987) Mansfield Park (1999) Into the Forest (2015)                                                                       |
| Jill Sprecher         | 1957        | Vereinigte Staaten     | Clockwatchers (1997) Thirteen Conversations About One Thing (2001)                                                                                  |
| Lizzie Borden         | 1958        | Vereinigte Staaten     | Born in Flames (1983) Working Girls (1986) Bad Girl (1996)                                                                                          |
| Doris Dörrie          | 1955        | Deutschland            | Männer (1985) Kirschblüten – Hanami (2008) Freibad (2022)                                                                                           |
| Claire Simon          | 1955        | Frankreich             | Récréations (1992) Les Bureaux de Dieu (2008) Le Concours (2016)                                                                                    |
| Pratibha Parmar       | 1955        | Vereinigtes Königreich | Warrior Marks (1993) The Killer Behind the Mask (1995)                                                                                              |
| Monika Treut          | 1954        | Deutschland            | Die Jungfrauenmaschine (1988) My Father is Coming (1991) Genderation (2021)                                                                         |
| Jane Campion          | 1954        | Neuseeland             | Das Piano (1993) Ein Engel an meiner Tafel (1990) Bright Star (2009)                                                                                |
| Anne-Laure Folly      | 1954        | Togo                   | Femmes aux yeux ouverts (1994) Les Oubliées (1996) Al'léssi... An African Actress (2004)                                                            |
| Su Friedrich          | 1954        | Vereinigte Staaten     | The Ties That Bind (1984) The Girl in the Picture (1998)                                                                                            |
| Sibylle Schönemann    | 1953        | Deutschland            | Verriegelte Zeit (1990) Diese Tage in Terezín (1997)                                                                                                |
| Mimi Leder            | 1952        | Vereinigte Staaten     | Deep Impact (1998) Das Glücksprinzip (2000) Die Berufung – Ihr Kampf für Gerechtigkeit (2018)                                                       |
| Nettie Wild           | 1952        | Kanada                 | A Place Called Chiapas (1998) FIX: The Story of an Addicted City (2002) Koneline: Our Land Beautiful (2016)                                         |
| Ruth Beckermann       | 1952        | Österreich             | Jenseits des Krieges (1996) Die Geträumten (2016) Favoriten (2024)                                                                                  |
| Julie Dash            | 1952        | Vereinigte Staaten     | Daughters of the Dust (1991) The Rosa Parks Story (2002)                                                                                            |
| Trịnh Thị Minh Hà     | 1952        | Vietnam                | A Tale of Love (1995) Forgetting Vietnam (2015) |
| Maria Novaro          | 1951        | Mexiko                 | Danzón (1991) Der Garten Eden (1994) Tesoros (2017)                                                                                                 |
| Karin Berger          | 1951        | Österreich             | Kein Ort für Slowenen (1990) Unter den Brettern hellgrünes Gras (2005)                                                                              |
| Kathryn Bigelow       | 1951        | Vereinigte Staaten     | Tödliches Kommando - The Hurt Locker (2009) Zero Dark Thirty (2012) Detroit (2017)                                                                  |
| Gillian Armstrong     | 1950        | Australien             | Meine brillante Karriere (1979) Betty und ihre Schwestern (1994) Tödliche Magie (2007)                                                              |
| Chantal Akerman       | 1950        | Belgien                | Jeanne Dielman (1975) Briefe von zu Haus (1976) Eine ganze Nacht (1982)                                                                             |
| Deepa Mehta           | 1950        | Kanada                 | Fire (1996) Bollywood Hollywood (2002) Water (2005)                                                                                                 |
| Margaret Lazarus      | 1949        | Vereinigte Staaten     | Defending Our Lives (1994) Rape Is... (2003) |
| Sally Potter          | 1949        | Vereinigtes Königreich | Orlando (1992) Rage (2009) The Party (2017) |
| Evelyn Schmidt        | 1949        | Deutschland            | Seitensprung (1980) Das Fahrrad (1982) Der Hut (1991)                                                                                               |
| Catherine Breillat    | 1948        | Frankreich             | Meine Schwester (2001) Blaubarts jüngste Frau (2009) Im letzten Sommer (2023)                                                                       |
| Jocelyne Saab         | 1948        | Libanon                | La Dame de Saïgon (1998) Dunia (2005) |
| Agnieszka Holland     | 1948        | Polen                  | In Darkness (2011) Red Secrets - Im Fadenkreuz Stalins (2019) Green Border (2023)                                                                   |
| Ann Hui               | 1947        | China                  | Boat People (1982) Tao Jie - Ein einfaches Leben (2011) Our Time Will Come (2017)                                                                   |
| Helke Misselwitz      | 1947        | Deutschland            | Winter adé (1988) Wer fürchtet sich vorm schwarzen Mann (1989) Herzsprung (1992)                                                                    |
| Claudia Weill         | 1947        | Vereinigte Staaten     | Girlfriends (1978) |
| Martha Coolidge       | 1946        | Vereinigte Staaten     | Was für ein Genie (1985) Women Love Women (2000) Material Girls (2006)                                                                              |
| Dore O.               | 1946        | Deutschland            | Jüm Jüm (1964) Alaska (1968) Kaskara (1974) |
| Nina Gladitz          | 1946        | Deutschland            | Zeit des Schweigens und der Dunkelheit (1982) Premiere in Hiroshima (1985) Der Versuch einer Berührung (1988)                                       |
| Cristina Perincioli   | 1946        | Schweiz                | Für Frauen - 1. Kapitel (1971) Die Macht der Männer ist die Geduld der Frauen (1978) Mit den Waffen einer Frau (1986)                               |
| Claire Denis          | 1946        | Frankreich             | Der Fremdenlegionär (1999) 35 Rum (2008) |
| Barbara Kopple        | 1946        | Vereinigte Staaten     | Harlan County U.S.A. (1976) American Dream (1990) Havoc (2005)                                                                                      |
| Randa Haines          | 1945        | Vereinigte Staaten     | Gottes vergessene Kinder (1986) Der Doktor – Ein gewöhnlicher Patient (1991) Walter & Frank – Ein schräges Paar (1993)                              |
| Anne-Marie Miéville   | 1945        | Schweiz                | Das Buch der Maria (1984) |
| Claudia von Alemann   | 1943        | Deutschland            | Es kommt drauf an, sie zu verändern (1973) Die Reise nach Lyon (1980) Das nächste Jahrhundert wird uns gehören (1987)                               |
| Jeanine Meerapfel     | 1943        | Deutschland            | Malou (1981) La Amiga - Die Freundin (1988) Der deutsche Freund (2012)                                                                              |
| Katrin Seybold        | 1943        | Deutschland            | Deutsch ist meine Muttersprache (1990) Die Widerständigen – Zeugen der Weißen Rose (2008)                                                           |
| Penny Marshall        | 1943        | Vereinigte Staaten     | Big (1988) Eine Klasse für sich (1992) |
| Safi Faye             | 1943        | Senegal                | Kaddu Beykat (1975) Fad’jal (1979) Mossane (1996)                                                                                                   |
| Jill Godmilow         | 1943        | Vereinigte Staaten     | Antonia: A Portrait of the Woman (1973) Waiting for the Moon (1987)                                                                                 |
| Barbra Streisand      | 1942        | Vereinigte Staaten     | Yentl (1983) Herr der Gezeiten (1991) |
| Birgit Hein           | 1942        | Deutschland            | Rohfilm (1986) Die unheimlichen Frauen (1991) Baby I will Make you Sweat (1994)                                                                     |
| Ulrike Ottinger       | 1942        | Deutschland            | Freak Orlando (1981) Johanna d’Arc of Mongolia (1989) Die koreanische Hochzeitstruhe (2008)                                                         |
| Margarethe von Trotta | 1942        | Deutschland            | Die bleierne Zeit (1981) Rosa Luxemburg (1986) Hannah Arendt (2012)                                                                                 |
| Sara Gómez            | 1942        | Kuba                   | Mi Aporte (1972) De cierta manera (1974) |
| Kathleen Collins      | 1942        | Vereinigte Staaten     | The Cruz Brothers and Miss Malloy (1980) Losing Ground (1982)                                                                                       |
| Lynne Littman         | 1941        | Vereinigte Staaten     | Das letzte Testament (1983) |
| Riki Kalbe            | 1941        | Deutschland            | Im Prinzip haben wir nichts gegen Mädchen (1976) Kamen-Süd (1989) Denkmalpflege (1993)                                                              |
| Jutta Brückner        | 1941        | Deutschland            | Hungerjahre (1980) Lieben Sie Brecht? (1992) Hitlerkantate (2006)                                                                                   |
| Iris Gusner           | 1941        | Deutschland            | Die Taube auf dem Dach (1973/90) Alle meine Mädchen (1980) Kaskade rückwärts (1984)                                                                 |
| Elfi Mikesch          | 1940        | Österreich             | Verführung: Die grausame Frau (1985) Mon Paradis – Der Winterpalast (2001) Die Strasse als Erzählung (2022)                                         |
| Helga Reidemeister    | 1940        | Deutschland            | Von wegen „Schicksal“ (1979) Mit starrem Blick aufs Geld (1983) Rodina heißt Heimat (1992)                                                          |
| Helma Sanders-Brahms  | 1940        | Deutschland            | Deutschland, bleiche Mutter Shirins Hochzeit (1976) Die Berührte (1981)                                                                             |
| Valie Export          | 1940        | Österreich             | Aus der Mappe der Hundigkeit (1968) Aktionshose: Genitalpanik (1969) Die Praxis der Liebe (1977)                                                    |
| Hannelore Unterberg   | 1940        | Deutschland            | Konzert für Bratpfanne und Orchester (1976) Isabel auf der Treppe (1984) Das Mädchen aus Tschernobyl (1994)                                         |
| Carolee Schneemann    | 1939        | Vereinigte Staaten     | Meat Joy (1964) Fuses (1967) Interior Scroll (1975)                                                                                                 |
| Barbara Hammer        | 1939        | Vereinigte Staaten     | Dyketactics (1974) Nitrate Kisses (1992) |
| Ula Stöckl            | 1938        | Deutschland            | Antigone (1964) Der Schlaf der Vernunft (1984) Grundsätzlich gleichberechtigt (1987)                                                                |
| Marta Rodríguez       | 1938        | Kolumbien              | Chircales (1972) Nuestra Voz de Tierra (1982) Testigo de un Etnocidio (2009)                                                                        |
| Larissa Schepitko     | 1938        | Sowjetunion            | Schwüle (1963) Aufstieg (1977) Abschied von Matjora (1979/83)                                                                                       |
| Helke Sander          | 1937        | Deutschland            | Subjektitüde (1967) Die allseitig reduzierte Persönlichkeit – Redupers (1978) Dazlak – Skinhead (1997)                                              |
| Danièle Huillet       | 1936        | Frankreich             | Nicht versöhnt (1965) Chronik der Anna Magdalena Bach (1968) Klassenverhältnisse (1984)                                                             |
| Kira Muratowa         | 1934        | Sowjetunion            | Kurze Begegnungen (1968) Das asthenische Syndrom (1989) Drei Geschichten (1997)                                                                     |
| Yvonne Rainer         | 1934        | Vereinigte Staaten     | Lives of Performers (1972) MURDER and murder (1996)                                                                                                 |
| Barbara Loden         | 1932        | Vereinigte Staaten     | Wanda (1970) |
| Alanis Obomsawin      | 1932        | Kanada                 | Incident at Restigouche (1984) Kanehsatake: 270 Years of Resistance (1993) Trick or Treaty? (2014)                                                  |
| Anne-Claire Poirier   | 1932        | Kanada                 | Les Filles du Roy (1974) Mourir à tue-tête (1979) Tu as crié: Let me go (1996)                                                                      |
| Joyce Wieland         | 1931        | Kanada                 | Water Sark (1965) Rat Life and Diet in North America (1976) The Far Shore (1976)                                                                    |
| Márta Mészáros        | 1931        | Ungarn                 | Adoption (1975) Die Jüdin – Edith Stein (1995) Aurora Borealis – Nordlicht (2017)                                                                   |
| Chick Strand          | 1931        | Vereinigte Staaten     | Mosori Monika (1969) Soft Fiction (1979) Fake Fruit Factory (1986)                                                                                  |
| Sarah Maldoror        | 1929        | Frankreich             | Sambizanga (1972) Un dessert pour Constance (1981) Le passager du Tassili (1987)                                                                    |
| Věra Chytilová        | 1929        | Tschechien             | Tausendschönchen (1966) Das Erbe oder: Fuckoffjungsgutntag (1992)                                                                                   |
| Agnès Varda           | 1928        | Frankreich             | Mittwoch zwischen 5 und 7 (1962) Glück aus dem Blickwinkel des Mannes (1965) Die Strände von Agnès (2008)                                           |
| Lana Gogoberidse      | 1928        | Georgien               | Einige Interviews zu persönlichen Fragen (1978) Nutsa und Lana Gogoberidze oder die Dunkelheit ist niemals vollkommen (2024)                        |
| Lina Wertmüller       | 1928        | Italien                | Die Basilisken (1963) Mimi, in seiner Ehre gekränkt (1972) Sieben Schönheiten (1975)                                                                |
| Cecilia Mangini       | 1927        | Italien                | All’armi, siam fascisti! (1962) Essere donne (1965) In viaggio con Cecilia (2013)                                                                   |
| Binka Scheljaskowa    | 1923        | Bulgarien              | Priwarsanijat balon (1967) Das letzte Wort (1973)                                                                                                   |
| María Luisa Bemberg   | 1922        | Argentinien            | Camila – Das Mädchen und der Priester (1984) Die Leidenschaft der Miss Mary (1986) Ich, die Unwürdigste von alle (1990)                             |
| Ruth Orkin            | 1921        | Vereinigte Staaten     | Little Fugitive (1953) Lovers and Lollipops (1955)                                                                                                  |
| Shirley Clarke        | 1919        | Vereinigte Staaten     | The Connection (1961) Portrait of Jason (1967) |
| Ida Lupino            | 1918        | Vereinigte Staaten     | Lügende Lippen (1949) Der Anhalter (1953) |
| Margaret Tait         | 1918        | Vereinigtes Königreich | One Is One (1951) On The Mountain (1974) Blue Black Permanent (1982)                                                                                |
| Isa Hesse-Rabinovitch | 1917        | Schweiz                | Monumento Moritat (1969) Schlangenzauber (1984) Das Grosse Spiel (1998)                                                                             |
| Maya Deren            | 1917        | Vereinigte Staaten     | Meshes of the Afternoon (1943) At Land (1944) |
| Marguerite Duras      | 1914        | Frankreich             | India Song (1975) Der Lastwagen (1977) |
| Nancy Hamilton        | 1908        | Vereinigte Staaten     | Helen Keller in Her Story (1954) |
| Jacqueline Audry      | 1908        | Frankreich             | Einsamer Sonntag (1949) Olivia (1951) Wir bitten zu Bett (1962)                                                                                     |
| Wanda Jakubowska      | 1907        | Polen                  | Die letzte Etappe (1948) Begegnung im Zwielicht (1960)                                                                                              |
| Ana Mariscal          | 1904        | Spanien                | Rasse (1942) Bleib bei mir (1949) Menschen, die im Schatten standen (1959)                                                                          |
| Leni Riefenstahl      | 1902        | Deutschland            | Das blaue Licht (1932) Tag der Freiheit! – Unsere Wehrmacht (1935) (nationalsozialistischer Propagandafilm) Tiefland (1954)                         |
| Lotte Reiniger        | 1899        | Deutschland            | Die Abenteuer des Prinzen Achmed (1926) Don Quichotte (1933)                                                                                        |
| Marie Epstein         | 1899        | Frankreich             | La Maternelle (1933) Hélène (1936) La mort du cygne (1937)                                                                                          |
| Dorothy Arzner        | 1897        | Vereinigte Staaten     | Bin ich ihr Typ? (1927) Christopher Strong (1933) Dance, Girl, Dance (1940)                                                                         |
| Ella Bergmann-Michel  | 1895        | Deutschland            | Wo wohnen alte Leute (1931) Fliegende Händler in Frankfurt am Main (1932) Erwerbslose kochen für Erwerbslose (1932)                                 |
| Germaine Dulac        | 1882        | Frankreich             | La Fête espagnole (1920) Madame Beudets sonniges Lächeln (1923) Die Einladung zur Reise (1927)                                                      |
| Lois Weber            | 1879        | Vereinigte Staaten     | The Jew’s Christmas (1913) Hypocrites (1915) The Blot (1921)                                                                                        |
| Elvira Notari         | 1875        | Italien                | ’A Santanotte (1922) E’ Piccerella (1922) |
| Alice Guy-Blaché      | 1873        | Frankreich             | La Fée aux Choux (1896) Les Résultats du féminisme (1906) La Vie du Christ (1906)                                                                   |